# Ryū Saitō
Ryū Saitō (jap. 齋藤 竜 Saitō Ryū; ur. 18 września 1979) – japoński piłkarz występujący na pozycji obrońcy.

## Kariera klubowa
Od 2002 do 2007 roku występował w klubach Cerezo Osaka, Thespa Kusatsu i FC Gifu.